# ランニングゲイル
ランニングゲイル（欧字名:Running Gale、1994年3月2日 - 2022年2月9日）は、日本の競走馬。主な勝ち鞍に1997年の弥生賞。

## 経歴

### デビューまで
当馬の父ランニングフリーはGIIレースを2勝したもののGI勝ちはなく、種牡馬となってからの配合牝馬数は初年度3頭・2年目9頭・3年目4頭であった。その3年目に生産された1頭がランニングゲイルである。同馬の姉ネイティブドリームを管理していた縁で栗東の加用正厩舎へ入厩したがゲート試験になかなか受からず、当時同厩舎の調教を手伝っていた武豊に試験での騎乗を依頼するもゲートで暴れ不合格だった。この時の武は事前に同馬の血統はおろか馬名すら知らされていなかったが、騎乗してみると「柔らかいキャンターをする馬」と感じ、「新馬戦をポンと勝って、その後もそこそこ走る馬になるだろう」という印象を持った。

### 3歳時
1996年8月に函館競馬場の新馬戦でデビュー。以降翌月までこの地で4戦したものの、距離不足に加えてゲート難や骨膜炎にも悩まされ未勝利に終わった。5戦目となる京都競馬場の未勝利戦で初めてレースでの鞍上に武豊を迎え初勝利後、500万下条件戦の黄菊賞2着を挟み京都3歳ステークスに出走して2勝目をあげた。このレースで3年前にナリタブライアンが記録した京都競馬場2歳レコードを0.6秒更新するタイムで勝利したことや、武が「来年の春、サンデーサイレンスを脅かす種牡馬はランニングフリー。マル父旋風が吹き荒れますよ」 と語ったことが報じられると、地味な種牡馬の数少ない産駒という出自と相まってにわかに注目を集めることとなった。次走の朝日杯3歳ステークスでは3コーナーでマイネルマックスから不利を受けた影響もあり 同馬の4着に敗れる。

### 4歳時
4歳初戦の若駒ステークスではエリモダンディーの末脚に屈し2着。次走の皐月賞トライアルとなる弥生賞では、3コーナーからスパートし4コーナーで2番手以下を引き離すまくり戦法で2着に3馬身差をつけて勝利しクラシック候補の1頭に躍り出た。しかし本番の皐月賞ではサニーブライアンの6着に終わった。武はレースを振り返り「馬場がひどかったので外に持ち出したら馬がかかってしまい力を出し切れなかった」 と語り、オーナーブリーダーの高橋秀昌は「5回も他の馬に突っかかったりで、能力の半分も出せないまま負けた感じ」 と語った。翌月には舞台を東京競馬場へ移し、プリンシパルステークス3着を挟んだ東京優駿（日本ダービー）では最後の直線で伸びを欠いてサニーブライアンの5着に終わった。東京優駿後に放牧先の社台ファームで骨膜炎を発症したため菊花賞への出走は叶わなかった。

### 5歳以降
約10か月の休養を経て1998年4月の大阪杯で復帰するも、以降はオープンレースのテレビ愛知オープンで2着、同じくオープンレースの道新杯で勝利を挙げた以外は連対出来なかった。1999年1月の京都金杯で左トモの管骨を骨折。2000年5月の都大路ステークスで再び復帰後は南関東公営の川崎競馬場へ移籍し8戦したが最高着順は8着。2003年10月に現役を引退した。

### 引退後
引退後は種牡馬にはならず、生まれ故郷高橋農場を経て、レイクヴィラファーム伊達分場に繋養されていた。2022年2月9日に死亡。28歳没。死因などは不明。

## 競走成績
以下の内容は、netkeiba.comおよびJBISサーチ、地方競馬全国協会
| 年月日     | 競馬場 | 競走名                   | 格     | 距離（馬場）  | 頭 数 | 枠 番 | 馬 番 | オッズ（人気） | 着順 | タイム （上り3F） | 着差 | 騎手     | 斤量（kg） | 勝ち馬/（2着馬）     |
| ---------- | ------ | ------------------------ | ------ | ------------- | ----- | ----- | ----- | -------------- | ---- | ----------------- | ---- | -------- | ---------- | -------------------- |
| 1996.08.11 | 函館   | 3歳新馬                  |        | ダ1000m（良） | 8     | 5     | 5     | 15.6（4人）    | 8着  | 1:05.3 (40.4)     | -2.7 | 藤田伸二 | 53         | ヒカリノヴァ         |
| 0000.08.25 | 函館   | 3歳新馬                  |        | 芝1000m（良） | 10    | 1     | 1     | 25.6（5人）    |      | 競走中止          |      | 清山宏明 | 53         | シルクマスタング     |
| 0000.09.14 | 函館   | 3歳未勝利                |        | ダ1000m（良） | 10    | 5     | 5     | 54.9（7人）    | 7着  | 1:02.5 (37.8)     | -1.1 | 菊地昇吾 | 52         | ミヤジマリブ         |
| 0000.09.21 | 函館   | 3歳未勝利                |        | 芝1200m（良） | 10    | 7     | 8     | 56.9（7人）    | 5着  | 1:12.9 (37.1)     | -1.2 | 菊地昇吾 | 52         | トウカイパステル     |
| 0000.10.12 | 京都   | 3歳未勝利                |        | 芝1800m（良） | 13    | 4     | 5     | 16.2（5人）    | 1着  | 1:48.1 (35.6)     | -1.1 | 武豊     | 53         | （ダブルストーム）   |
| 0000.10.26 | 京都   | 黄菊賞                   | 500    | 芝1600m（良） | 11    | 8     | 11    | 07.4（4人）    | 2着  | 1:34.1 (35.5)     | -0.7 | 武豊     | 53         | アサカホマレ         |
| 0000.11.10 | 京都   | 京都3歳S                 | OP     | 芝1800m（良） | 6     | 3     | 3     | 01.8（1人）    | 1着  | 1:47.2 (35.8)     | -0.2 | 武豊     | 54         | （ドロテアス）       |
| 0000.12.08 | 中山   | 朝日杯3歳S               | GI     | 芝1600m（良） | 16    | 1     | 2     | 07.5（5人）    | 4着  | 1:36.5 (38.4)     | -0.2 | 武豊     | 54         | マイネルマックス     |
| 1997.01.19 | 京都   | 若駒S                    | OP     | 芝2000m（良） | 7     | 2     | 2     | 01.3（1人）    | 2着  | 2:03.0 (35.2)     | -0.3 | 武豊     | 55         | エリモダンディー     |
| 0000.03.02 | 中山   | 弥生賞                   | GII    | 芝2000m（良） | 14    | 7     | 11    | 04.3（3人）    | 1着  | 2:02.2 (35.7)     | -0.5 | 武豊     | 55         | （オースミサンデー） |
| 0000.04.13 | 中山   | 皐月賞                   | GI     | 芝2000m（良） | 18    | 5     | 10    | 03.5（2人）    | 6着  | 2:02.5 (35.9)     | -0.5 | 武豊     | 57         | サニーブライアン     |
| 0000.05.10 | 東京   | プリンシパルS            | OP     | 芝2200m（良） | 16    | 5     | 9     | 02.3（1人）    | 3着  | 2:13.5 (34.0)     | -0.1 | 武豊     | 56         | サイレンススズカ     |
| 0000.06.01 | 東京   | 東京優駿                 | GI     | 芝2400m（良） | 17    | 6     | 12    | 06.2（2人）    | 5着  | 2:26.3 (34.9)     | -0.4 | 武豊     | 57         | サニーブライアン     |
| 1998.04.05 | 阪神   | 産経大阪杯               | GII    | 芝2000m（良） | 9     | 1     | 1     | 42.7（6人）    | 7着  | 2:02.2 (34.7)     | -0.9 | 松永幹夫 | 57         | エアグルーヴ         |
| 0000.04.25 | 京都   | オーストラリアT          | OP     | 芝2000m（良） | 9     | 3     | 3     | 02.9（2人）    | 8着  | 2:01.6 (36.2)     | -0.5 | 武豊     | 57         | ナムラホームズ       |
| 0000.06.06 | 中京   | テレビ愛知オープン       | OP     | 芝1800m（良） | 15    | 3     | 4     | 08.8（3人）    | 2着  | 1:46.9 (35.0)     | -0.2 | 武豊     | 57         | アンブラスモア       |
| 0000.07.11 | 福島   | 七夕賞                   | GIII   | 芝2000m（良） | 16    | 6     | 12    | 02.9（1人）    | 14着 | 2:01.1 (37.6)     | -1.9 | 武豊     | 57         | オフサイドトラップ   |
| 0000.09.06 | 札幌   | 道新杯                   | OP     | 芝1800m（良） | 10    | 6     | 6     | 06.1（5人）    | 1着  | 1:48.5 (35.3)     | -0.2 | 蛯名正義 | 56         | （ホーセンホーライ） |
| 0000.10.11 | 東京   | 毎日王冠                 | GII    | 芝1800m（良） | 9     | 5     | 5     | 36.7（5人）    | 7着  | 1:46.5 (36.2)     | -1.6 | 柴田善臣 | 58         | サイレンズスズカ     |
| 0000.11.01 | 東京   | 天皇賞（秋）             | GI     | 芝2000m（良） | 12    | 8     | 11    | 82.4（11人）   | 7着  | 2:00.4 (36.6)     | -1.1 | 四位洋文 | 58         | オフサイドトラップ   |
| 0000.11.22 | 京都   | マイルCS                 | GI     | 芝1600m（良） | 13    | 3     | 3     | 55.0（10人）   | 11着 | 1:35.1 (37.4)     | -1.8 | 福永祐一 | 57         | タイキシャトル       |
| 0000.12.13 | 中京   | 愛知杯                   | GIII   | 芝2000m（良） | 13    | 1     | 1     | 06.6（3人）    | 5着  | 2:02.0 (36.1)     | -0.4 | 福永祐一 | 57         | カネトシガバナー     |
| 1999.01.05 | 京都   | 京都金杯                 | GIII   | 芝2000m（良） | 13    | 5     | 6     | 12.2（4人）    | 9着  | 2:00.5 (35.7)     | -1.0 | 福永祐一 | 57         | ヒカリサーメット     |
| 2000.05.07 | 京都   | 都大路S                  | OP     | 芝1600m（良） | 16    | 8     | 15    | 94.5（15人）   | 15着 | 1:36.3 (36.8)     | -2.8 | 熊沢重文 | 56         | エイシンルバーン     |
| 2001.01.04 | 川崎   | 新世紀盃                 | A1     | ダ1600m（良） | 14    | 8     | 14    | 0.0（2人）     | 13着 | 1:48.1 (44.8)     | -5.5 | 早田秀治 | 57         | マイティスター       |
| 0000.02.16 | 大井   | きさらぎオープン         | OP     | ダ1800m（良） | 14    | 4     | 6     | 0.0（8人）     | 8着  | 1:56.3 (40.3)     | -1.6 | 早田秀治 | 56         | ハカタコバン         |
| 0000.03.01 | 大井   | 金盃                     | 南関G2 | ダ2000m（重） | 16    | 3     | 6     | 0.0（10人）    | 15着 | 2:10.8 (43.5)     | -6.3 | 早田秀治 | 55         | インテリパワー       |
| 0000.03.27 | 大井   | フロンティアスプリント盃 | 南関G3 | ダ1200m（稍） | 11    | 5     | 5     | 0.0（6人）     | 9着  | 1:13.7 (37.7)     | -3.1 | 早田秀治 | 57         | サプライズパワー     |
| 0000.12.10 | 大井   | '01かちどき賞            | OP     | ダ1790m（良） | 16    | 6     | 11    | 0.0（11人）    | 15着 | 1:57.2 (40.8)     | -3.1 | 早田秀治 | 55         | ハタノバウンティ     |
| 2002.01.02 | 船橋   | 報知グランプリC          | 南関G3 | ダ1800m（良） | 13    | 8     | 12    | 0.0（8人）     | 12着 | 2:02.1 (46.4)     | -7.8 | 今野忠成 | 55         | リガメエントキセキ   |
| 0000.01.31 | 川崎   | 新世紀盃                 | 南関G3 | ダ1600m（良） | 12    | 8     | 11    | 0.0（9人）     | 11着 | 1:46.4 (44.8)     | -5.0 | 今野忠成 | 56         | ハイテンションパル   |
| 0000.02.11 | 大井   | 東京シティ盃             | 南関G3 | ダ1390m（良） | 16    | 6     | 12    | 0.0（14人）    | 16着 | 1:29.5 (40.7)     | -5.1 | 今野忠成 | 58         | フレアリングマズル   |

- 南関東限定重賞の格付けは、日刊競馬新聞社の記載を典拠[13][14]。

## 血統表
| ランニングゲイルの血統          | ランニングゲイルの血統                     | ランニングゲイルの血統 | （血統表の出典）     | （血統表の出典） |
| 父系                            | サーゲイロード系                           | サーゲイロード系       | サーゲイロード系     | [ § 2 ]          |
| 父 ランニングフリー 1983 黒鹿毛 | 父の父*サーペンフロ Sir Penfro 1971 黒鹿毛 | Sir Ivor               | Sir Gaylord          | Sir Gaylord      |
| 父 ランニングフリー 1983 黒鹿毛 | 父の父*サーペンフロ Sir Penfro 1971 黒鹿毛 | Sir Ivor               | Attica               |                  |
| 父 ランニングフリー 1983 黒鹿毛 | 父の父*サーペンフロ Sir Penfro 1971 黒鹿毛 | Running Blue           | Blue Peter           | Blue Peter       |
| 父 ランニングフリー 1983 黒鹿毛 | 父の父*サーペンフロ Sir Penfro 1971 黒鹿毛 | Running Blue           | Run Honey            |                  |
| 父 ランニングフリー 1983 黒鹿毛 | 父の母サンマロ 1976 黒鹿毛                 | *ステューペンダス      | Bold Ruler           | Bold Ruler       |
| 父 ランニングフリー 1983 黒鹿毛 | 父の母サンマロ 1976 黒鹿毛                 | *ステューペンダス      | Magneto              |                  |
| 父 ランニングフリー 1983 黒鹿毛 | 父の母サンマロ 1976 黒鹿毛                 | *テサロニアン          | Milesian             | Milesian         |
| 父 ランニングフリー 1983 黒鹿毛 | 父の母サンマロ 1976 黒鹿毛                 | *テサロニアン          | Thetis               |                  |
| 母 *ミルダンス 1982 黒鹿毛      | 母の父Mill Reef 1968 鹿毛                  | Never Bend             | Nasrullah            | Nasrullah        |
| 母 *ミルダンス 1982 黒鹿毛      | 母の父Mill Reef 1968 鹿毛                  | Never Bend             | Lalun                |                  |
| 母 *ミルダンス 1982 黒鹿毛      | 母の父Mill Reef 1968 鹿毛                  | Milan Mill             | Princequillo         | Princequillo     |
| 母 *ミルダンス 1982 黒鹿毛      | 母の父Mill Reef 1968 鹿毛                  | Milan Mill             | Virginia Water       |                  |
| 母 *ミルダンス 1982 黒鹿毛      | 母の母African Dancer 1973 鹿毛             | Nijinsky II            | Northern Dancer      | Northern Dancer  |
| 母 *ミルダンス 1982 黒鹿毛      | 母の母African Dancer 1973 鹿毛             | Nijinsky II            | Flaming Page         |                  |
| 母 *ミルダンス 1982 黒鹿毛      | 母の母African Dancer 1973 鹿毛             | Miba                   | Ballymoss            | Ballymoss        |
| 母 *ミルダンス 1982 黒鹿毛      | 母の母African Dancer 1973 鹿毛             | Miba                   | Stop Your Tickling   |                  |
| 母系(F-No.)                     | ミルダンス系(FN:7-a)                       | ミルダンス系(FN:7-a)   | ミルダンス系(FN:7-a) | [ § 3 ]          |
| 5代内の近親交配                 | Nasrullah 5×4                              | Nasrullah 5×4          | Nasrullah 5×4        | [ § 4 ]          |
| 出典                            | 1. 2. 3. 4.                                | 1. 2. 3. 4.            | 1. 2. 3. 4.          | 1. 2. 3. 4.      |